# Domašov nad Bystřicí
Domašov nad Bystřicí (dříve též Domštát nebo Tomášov; německy Domstadt či Domstadtl) je obec, která se nachází v Olomouckém kraji, okres Olomouc, asi 10 km východně od Šternberka. Leží v Nízkém Jeseníku v zalesněném údolí říčky Bystřice, podél které také vede železniční trať Olomouc – Opava východ. Žije zde 485 obyvatel.

## Historie

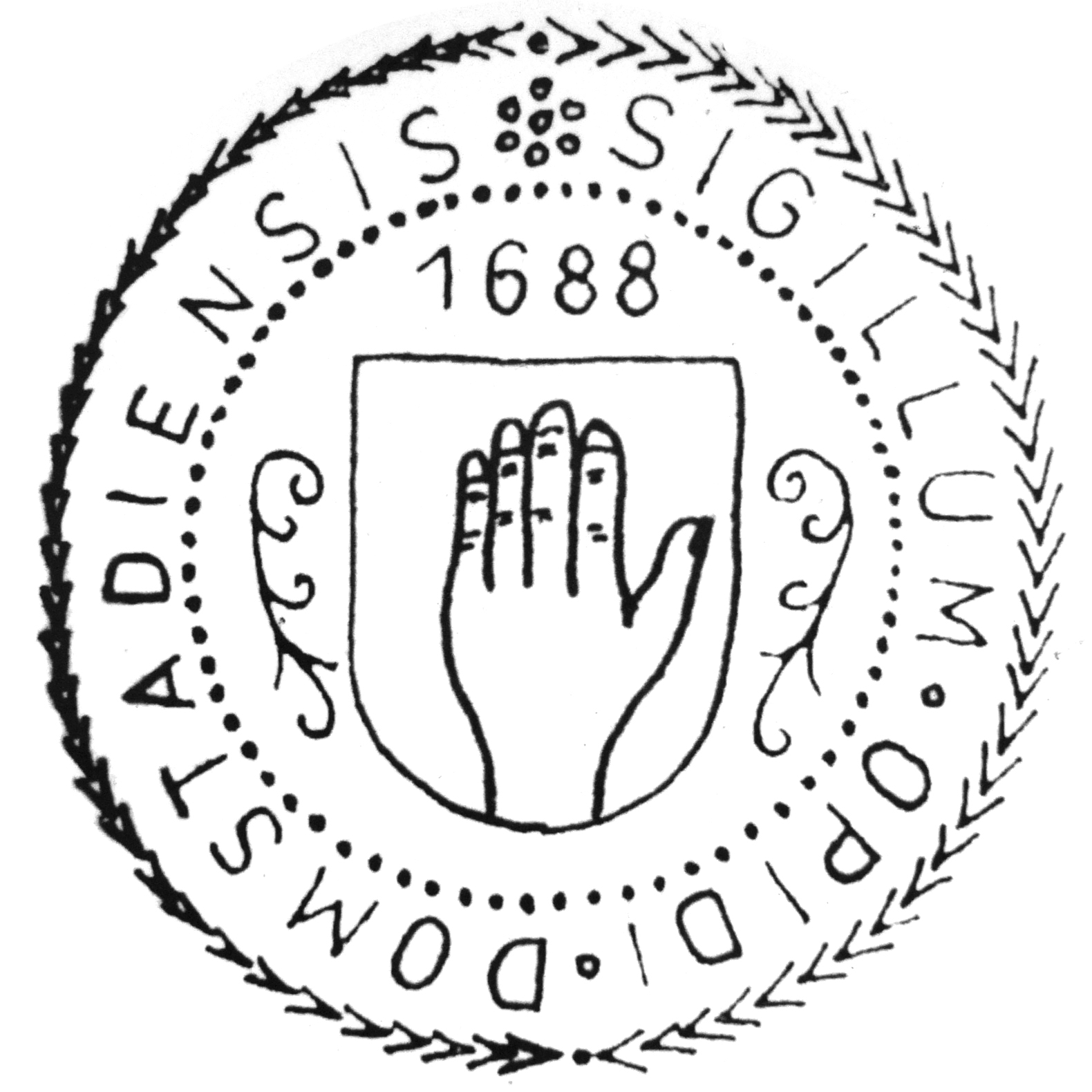
Starší pečeť obce

Poprvé je Domašov zaznamenán v listině z roku 1269 a v pozdější listině v roce 1274, kde je uváděn v latinském tvaru Domatsov. Podobný nejstarší český název uvádí listina z roku 1410, která uvádí tvar Domassov. V českých listinách a písemnostech se lze rovněž setkat s názvy Domaštat (1516), Thomštat (1771) nebo Tomášov (1850). V německých pramenech se objevují pojmenování Domstadt (1547), Domestat (1561), Domostat (1636) a Domastadtl (1751). Názvy vycházejí z původní podoby Thomasstat, která se nachází v listině z roku 1323, kterou byla původní ves jmenována městem.
Domašov spolu s nedalekými Hraničními Petrovicemi a Bělou původně náležel jako léno olomouckému biskupovi, od kterého byl odkoupen v roce 1403 tehdejším majitelem šternberského panství Petrem z Kravař a v rámci kterého zůstal trvale součástí až do zániku patrimoniální správy v roce 1848, kdy se o dva roky později stal součástí vytvořeného okresu Šternberk, s výjimkou let 1938–1945, ve kterých došlo k jeho připojení k Německu a podřízení landrátu v Moravském Berouně náležejícímu k Sudetské župě. V roce 1960 se při reorganizaci státní správy a zániku některých menších okresů připojil k okresu Olomouc.
Toto sídlo bylo původně důležitým střediskem na cestě z Olomouce do Slezska. Ze středověku se zde zachovaly zbytky tvrze na ostrohu ve vzdálenosti asi 120 metrů od kostela směrem ke hřbitovu. Tvrz svou funkcí sloužila nejen k ochraně kupecké cesty, ale zároveň jako odpočívadlo pro byzantské kupce, kteří touto cestou jezdili k Baltskému moři. Někdy v době, kdy se Domašov dostává do rukou Petra z Kravař a tím trvalou součástí panství Šternberk, je povýšen na město. To souviselo mimo jiné s povahou tohoto sídla, jehož obyvatelé se ve středověku do značné míry zabývali hornictvím a zpracováním železné rudy. Až v pozdější době převládl ráz téměř zemědělský s menším podílem řemeslné výroby.
Správu obce vykonával v zastoupení vrchnosti rychtář společně s purkmistrem a několika konšely (přísežnými). V roce 1548 získala obec městskou rychtu a správní moc přešla do rukou městské rady. V tomtéž roce je také poprvé zmíněna místní, později rychtářská, rodina Rosensprungů, jejíž členové postupně obsazovali rychty v okolí a ve stoletích následujících se celý rod výrazně rozvětvil v dalších okolních obcích. V roce 1617 byla Domašovu propůjčena králem Matyášem městská práva a v roce 1626 tehdejší držitelé panství Jindřich Václav a Karel Friedrich vévodové Münsterberští, páni na Šternberku a Jevišovicích, osvobozují poddané v městečku Domašově nad Bystřicí od povinných robot za stanovený roční plat. V roce 1636 dostal Domašov od vévody Silvia Würtemberského právo várečné a odúmrť. Místní fojtství společně se statkem za fojta Michaela Bernarda od téhož majitele panství získalo v prosinci 1659 výsady. V roce 1690 bylo městečko osvobozeno od stavění sirotků. V polovině 17. století měl Domašov přechodně status svobodného horního města.
Ve dnech 29. a 30. června 1758 zde proběhla tzv. bitva u Domašova mezi rakouskými a pruskými vojsky. Rakušané pod velením generálmajora Ernsta Gideona von Laudon a generálmajora Josefa von Žiškovič napadli a rozprášili zásobovací konvoj pro pruskou armádu obléhající Olomouc, chráněnou silami generála Hanse Joachima von Ziethen, načež Fridrich II. opustil v důsledku těchto ztrát 2. července své pozice u moravské metropole. Na paměť této události o sto let později nechalo na místě této události město Olomouc postavit tzv. Černý kříž
V roce 1791 byl postaven kostel svaté Anny na místě původního dřevěného kostelíka zříceného o rok dříve a osazen oltářem ze zrušeného kláštera Hradisko. Již na přelomu 18. a 19. století zde byla triviální, později obecná škola. Dne 1. července 1872 byl zahájen provoz na Moravsko-slezské centrální dráze Olomouc – Opava, nynější staniční budova byla postavena v roce 1883. Konec devatenáctého a přelom dvacátého století je ve znamení postupného rozvoje průmyslu. Postaven byl mlýn a lihovar, později podnik na zpracování kyselek z místních pramenů a otevření kamenolomu. V roce 1921 byla v městečku založena menšinová česká škola. V roce 1949 došlo ke zřízení vojenského prostoru Libavá na sousedním katastru obce.
Domašov byl obcí téměř s čistě převládajícím německým etnikem. Výjimku tvoří pouze pár českých jmen uváděných v urbářích v průběhu šestnáctého století a poté až v roce 1930 provedené sčítání obyvatel, které uvádí, že v městečku Domašově žilo 1149 obyvatel a z toho jen 88 Čechů. Ke kompletní výměně obyvatelstva dochází až po roce 1945, kdy vlivem vysídlení Němců z Československa přicházejí noví čeští dosídlenci, kteří však demograficky již původní stav obyvatel nenaplnili.
Obec se k 1. lednu 2016 na základě zákona č. 15/2015 Sb., o hranicích vojenských újezdů, mírně rozšířila o katastrální území Domašov nad Bystřicí I, které do 31. prosince 2015 náleželo k vojenskému újezdu Libavá. Původně ovšem pozemky téměř celého moderního k. ú. Domašov nad Bystřicí I tvořilo okrajovou část katastrálního území Smilov, pouze severní okraj náležel před tímto datem ke katastrálnímu území Bělá. Smilov i Bělá byly před vznikem vojenského újezdu Libavá samostatnými obcemi, jejichž celá zástavba byla po začlenění do Libavé soustavně ničena, až byla nakonec srovnána se zemí. K 20. prosinci 2002 byly oba katastry zrušeny a půda moderního k. ú. Domašov nad Bystřicí I začleněna do rozšířeného k. ú. Město Libavá, z něhož byla vyčleněna k 2. červnu 2014 v rámci příprav na optimalizaci (zmenšení) vojenského újezdu Libavá.
Dne 25. dubna 2018 bylo schváleno usnesením výboru pro vědu, vzdělání, kulturu, mládež a tělovýchovu Poslanecké sněmovny udělení vlajky obce.

## Přírodní poměry
Jižním směrem od obce se nachází přírodní památka Kamenné proudy a k němu navazující naučná stezka.

## Obyvatelstvo
| Rok            | 1869  | 1880  | 1890  | 1900  | 1910  | 1921  | 1930  | 1950 | 1961 | 1970 | 1980 | 1991 | 2001 | 2011 | 2021 |
| -------------- | ----- | ----- | ----- | ----- | ----- | ----- | ----- | ---- | ---- | ---- | ---- | ---- | ---- | ---- | ---- |
| Počet obyvatel | 1 004 | 1 068 | 1 185 | 1 204 | 1 284 | 1 173 | 1 149 | 754  | 741  | 624  | 500  | 461  | 480  | 480  | 450  |
| Počet domů     | 131   | 148   | 145   | 154   | 157   | 162   | 210   | 191  | 147  | 146  | 134  | 129  | 128  | 134  | 139  |

## Členění obce
Obec se nečlení na části. Od roku 2016 měla dvě katastrální území, Domašov nad Bystřicí a Domašov nad Bystřicí I. Převážná většina území obce patřila do katastru Domašov nad Bystřicí o rozloze 15,951448 km², Domašov nad Bystřicí I bylo naproti tomu velmi malé katastrální území o rozloze 0,031919 km², fakticky šlo jen o jediný pozemek, který je převážně zalesněný. V roce 2018 bylo katastrální území Domašov nad Bystřicí I zrušeno a jeho území přičleněno ke katastrálnímu území Domašov nad Bystřicí.

## Doprava
Domašovem vede silnice II/444 a železniční trať Olomouc – Opava východ se stanicí Domašov nad Bystřicí.

## Pamětihodnosti
V obci se nachází kostel sv. Anny postavený v roce 1791. Před vchodem u kostela sv. Anny stojí kamenný kříž z roku 1878. Někdejší městské jádro bylo citelně poznamenáno demolicemi. Na náměstí obce stojí kamenný kříž s obrazem Poslední večeře. Nachází se zde také pomník Osvobození roku 1945.

## Osobnosti
- Gert von Bally (*1944), německý fyzik[23]

## Galerie

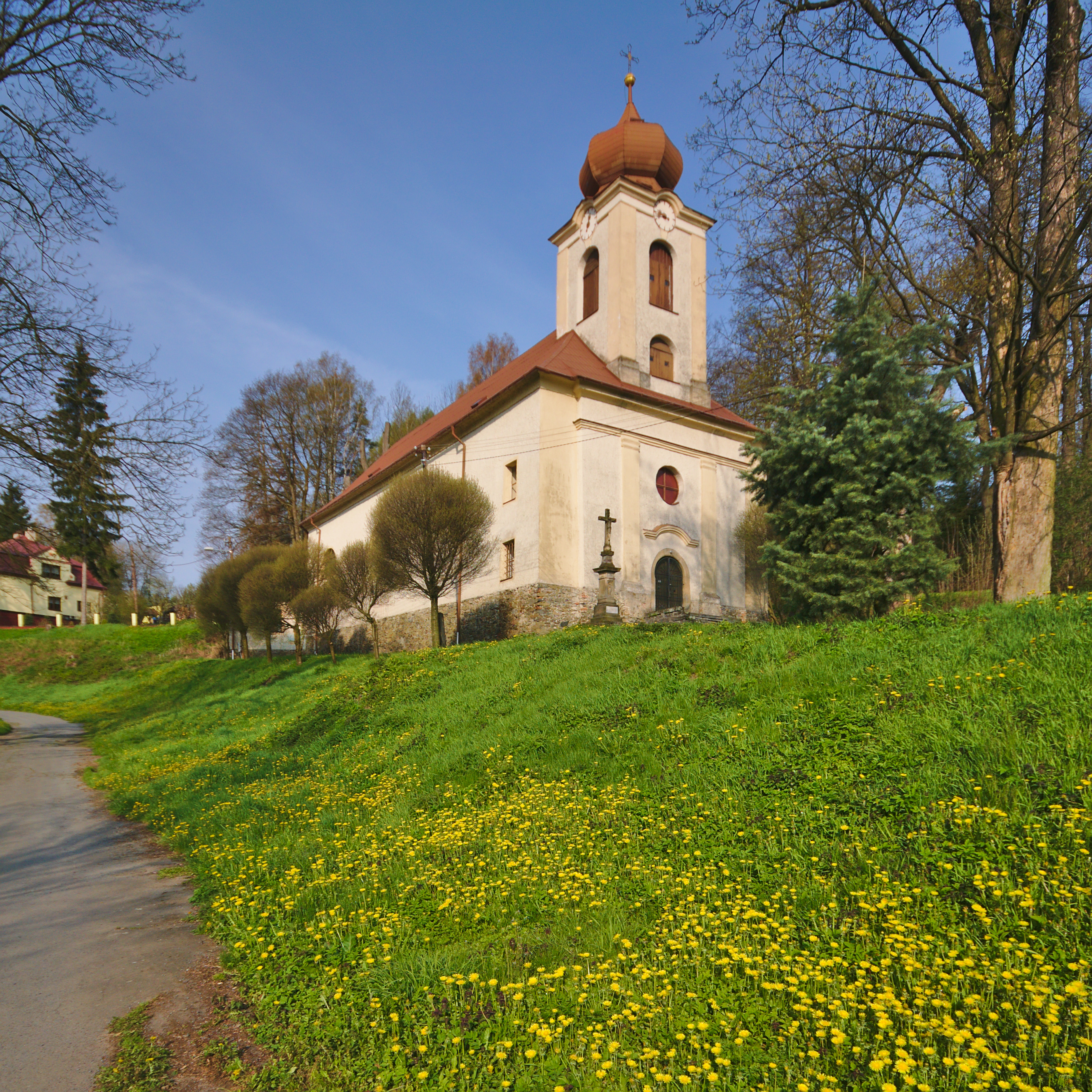
Kostel svaté Anny
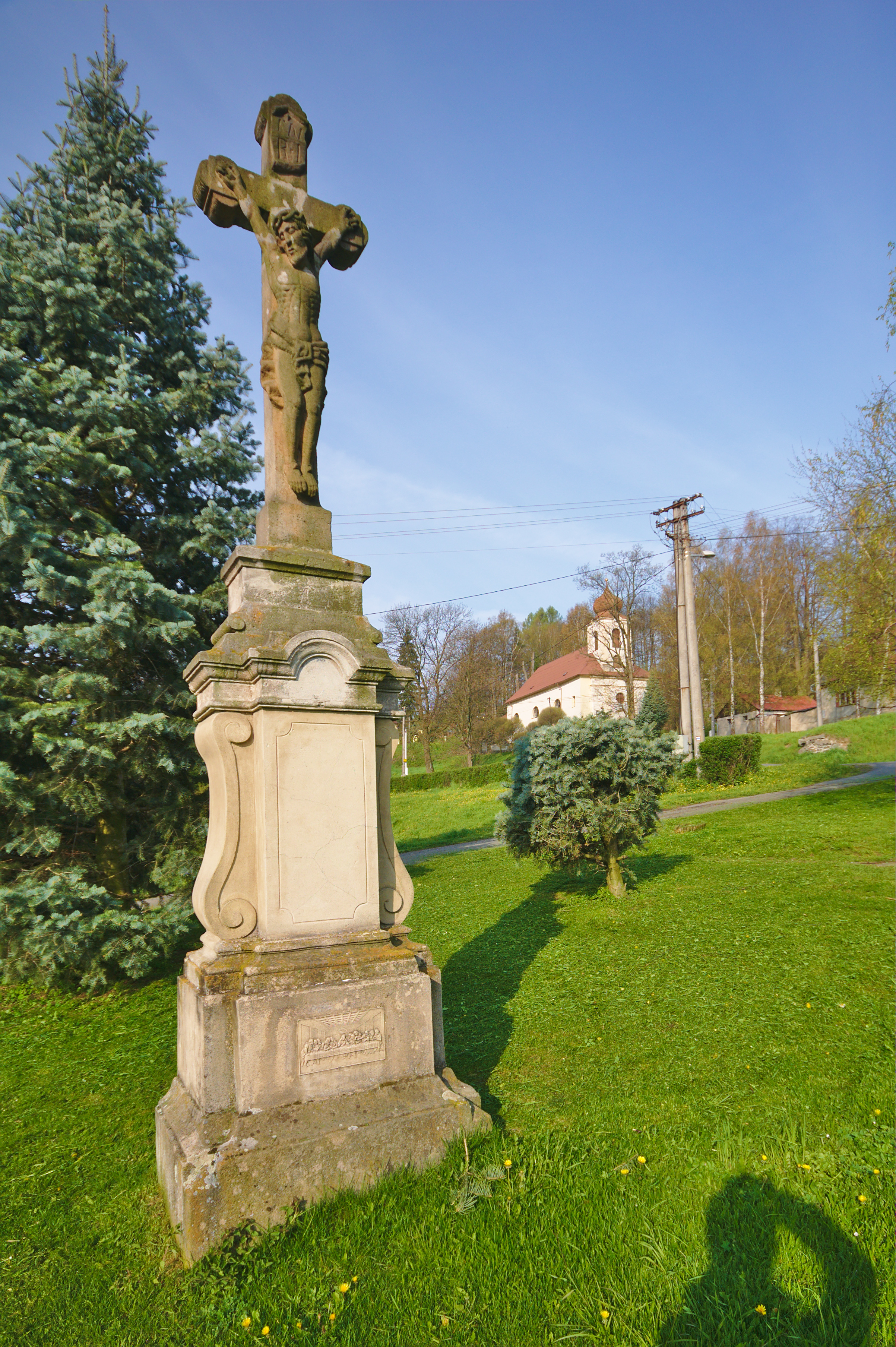
Kříž na návsi
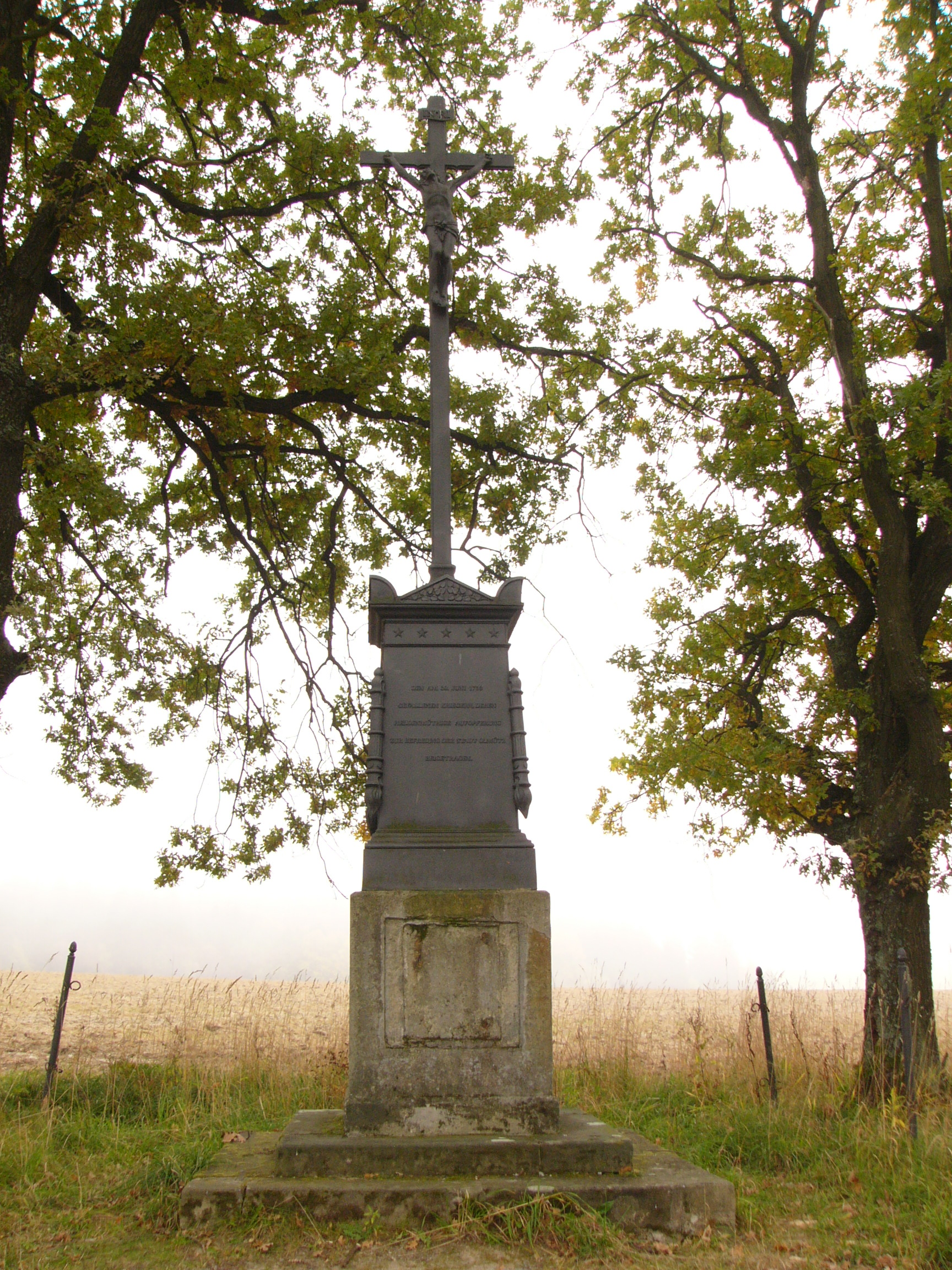
Památník bitvy u Domašova
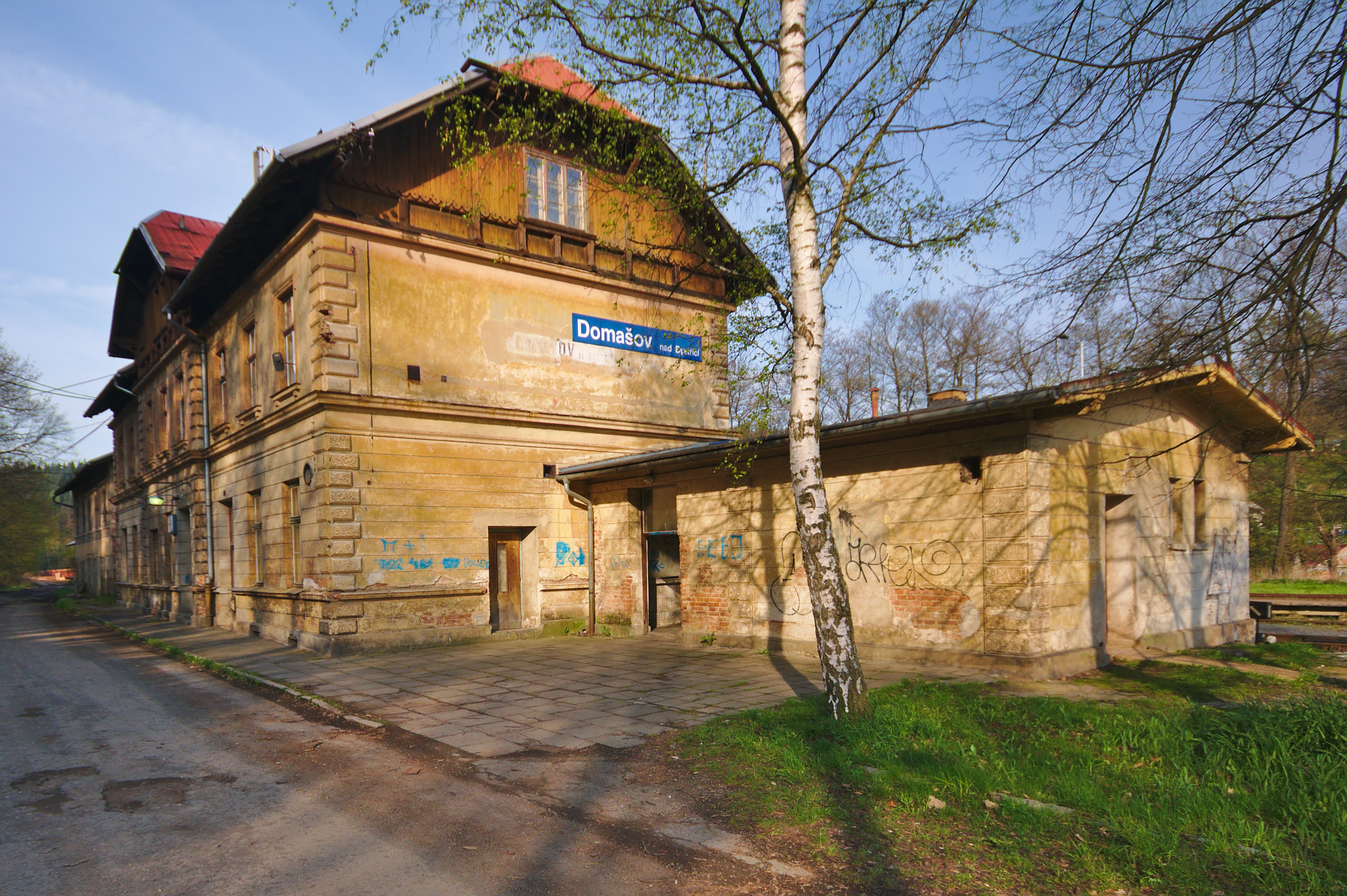
Budova železniční stanice
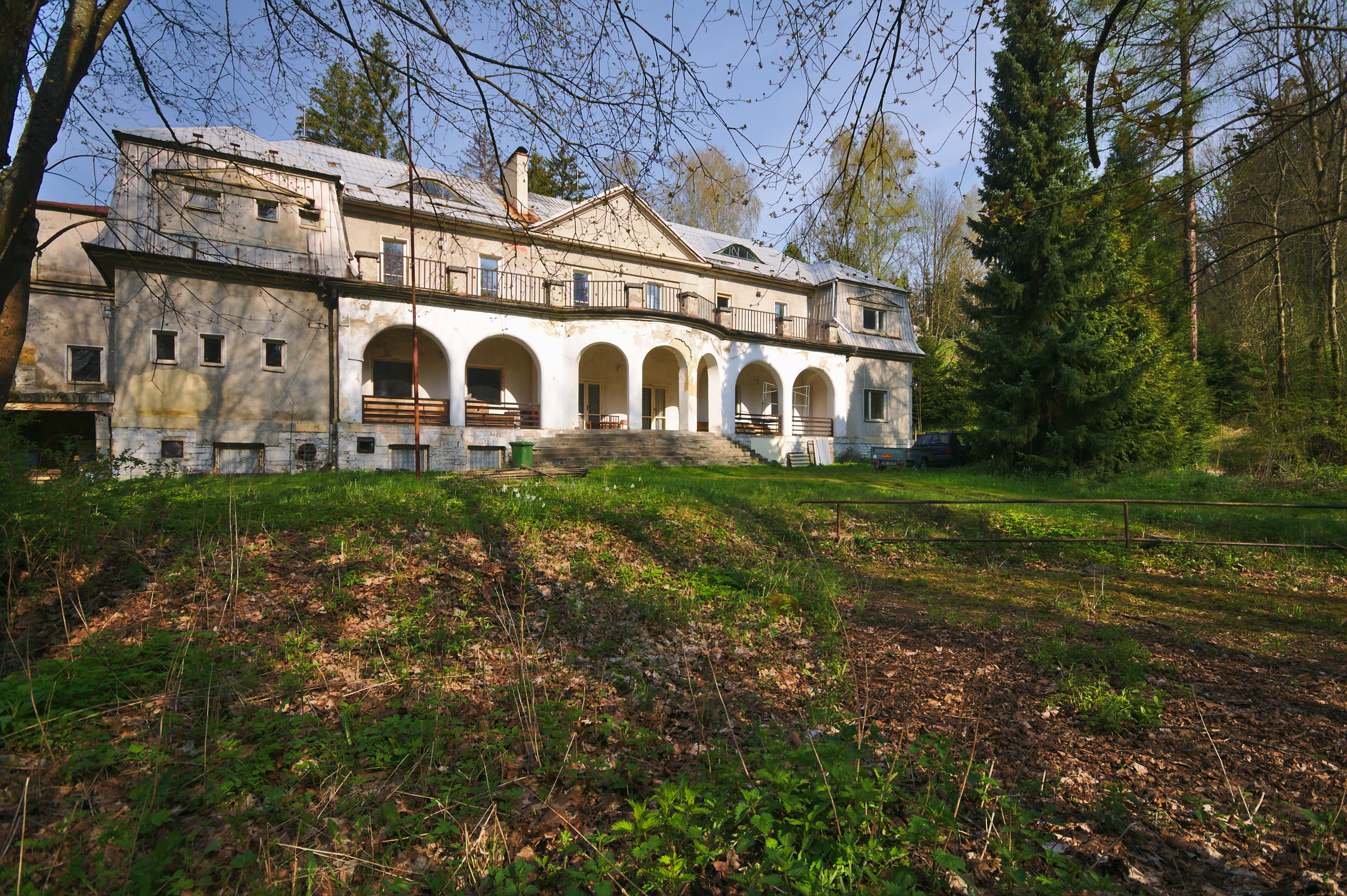
Bývalá letní ubytovna (Ferienheim) v blízkosti kyselky
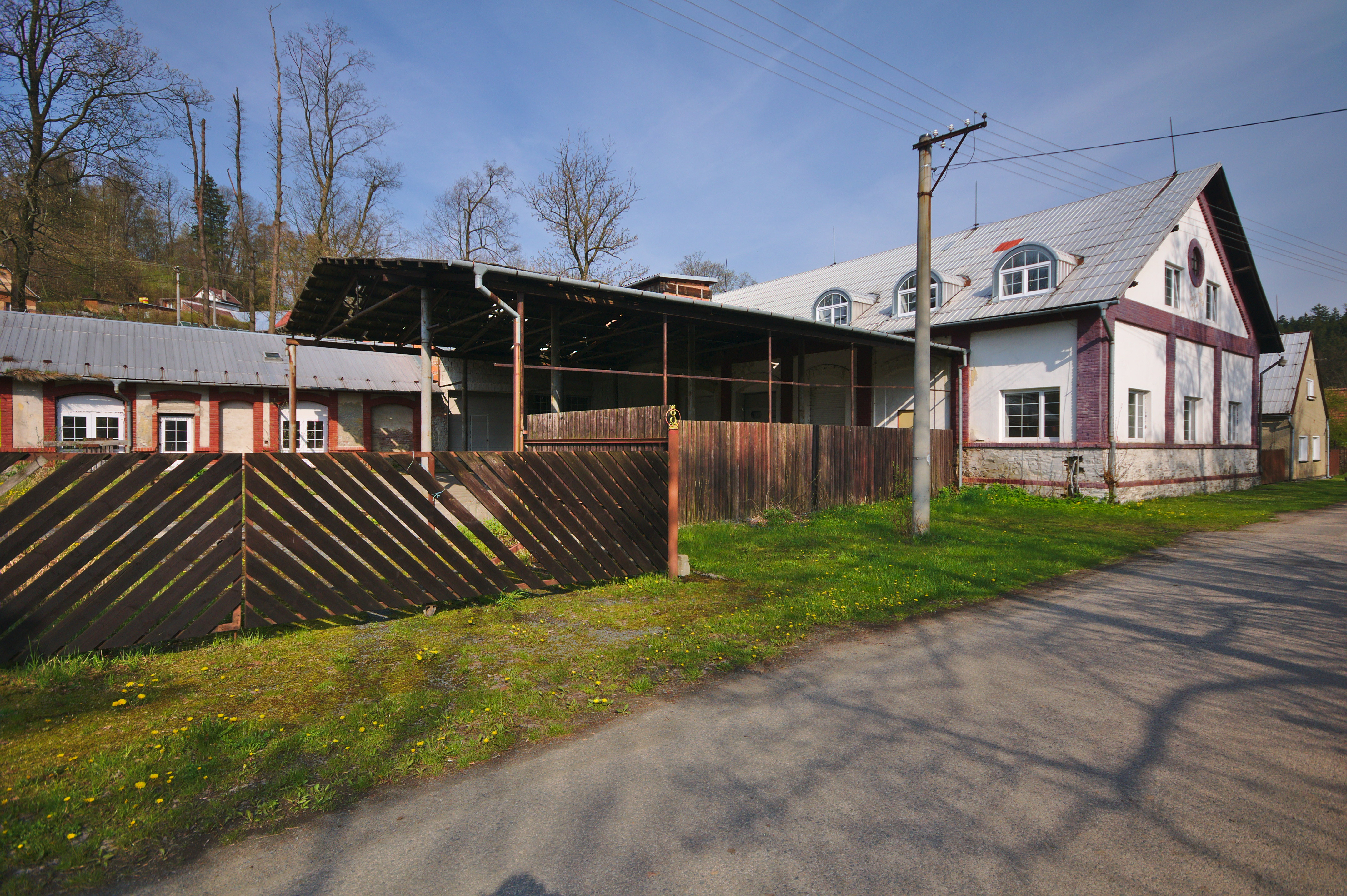
Areál stáčírny minerálních vod Salicia
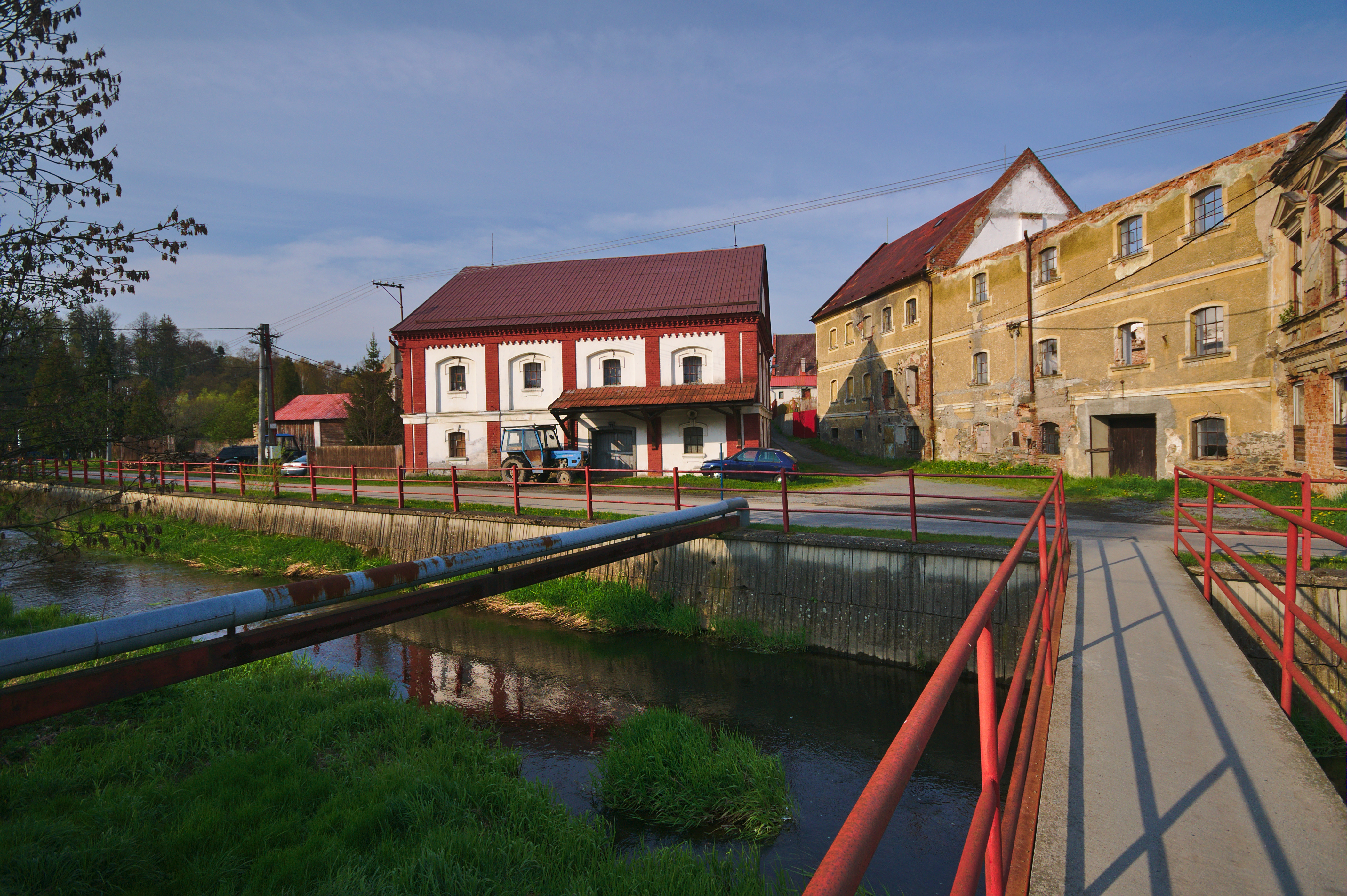
Bývalý mlýn a pekárna
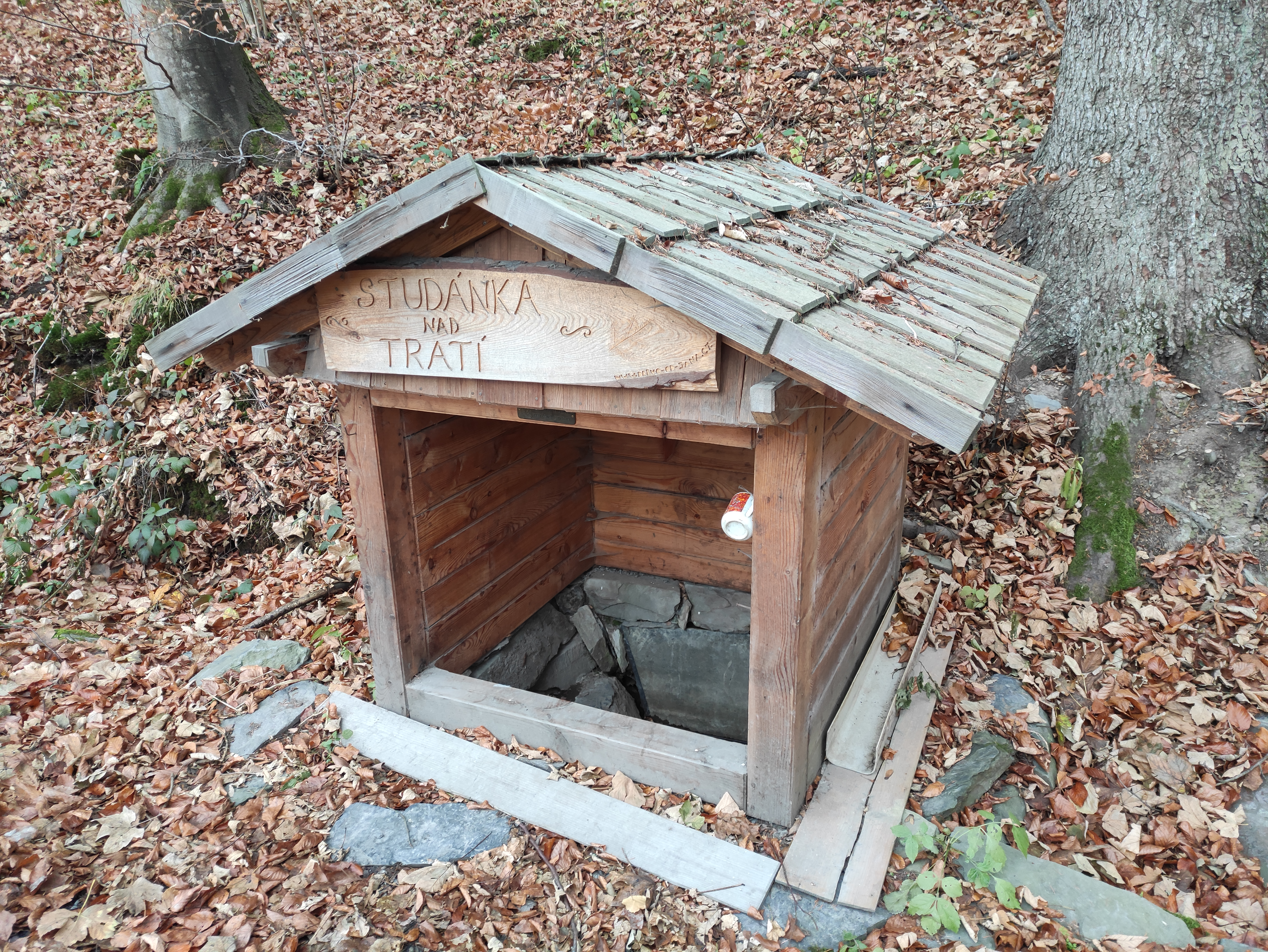
Studánka Nad tratí